# Borský Mikuláš
Borský Mikuláš (allemand : Bursanktnikolaus , hongrois : Búrszentmiklós) est un village de Slovaquie situé dans la région de Trnava.

## Histoire
La première mention écrite du village date de 1394.

## Démographie

### Évolution de la population
| Année:               | 1994. | 2004.   | 2014.   | 2024.   |
| -------------------- | ----- | ------- | ------- | ------- |
| Nombre de personnes: | 3826  | 3879    | 3937    | 4002    |
| Différence:          |       | +1,38 % | +1,49 % | +1,65 % |

| Année:               | 2023. | 2024.   |
| -------------------- | ----- | ------- |
| Nombre de personnes: | 4020  | 4002    |
| Différence:          |       | -0,44 % |